# MŽNL Osijek – Vinkovci 2013./14.
Međužupanijska nogometna liga Osijek – Vinkovci četvrti je stupanj nogometnih natjecanja u Hrvatskoj. Ova liga nastala je 2011. godine nakon ukidanja 4. HNL – Istok. U ligi sudjeluju nogometni klubovi s područja Osječko-baranjske županije i Vukovarsko-srijemske županije. Prvoplasirani klub prelazi u viši razred – 3. HNL – Istok, a posljednji ispadaju u 1. ŽNL Osječko-baranjsku ili 1. ŽNL Vukovarsko-srijemsku, ovisno o teritorijalnoj pripadnosti.

## Tablica
| Mj. | Klub                            | Sus. | Pob | Rem | Por | GR    | Bod       |
| --- | ------------------------------- | ---- | --- | --- | --- | ----- | --------- |
| 1.  | NK Zrinski Jurjevac Punitovački | 29   | 18  | 5   | 6   | 76:30 | 59        |
| 2.  | NK Vuteks-Sloga Vukovar         | 29   | 18  | 4   | 7   | 74:32 | 58        |
| 3.  | NK Čepin                        | 29   | 16  | 7   | 6   | 65:28 | 55        |
| 4.  | NK Bobota Agrar                 | 29   | 15  | 9   | 5   | 67:28 | 54        |
| 5.  | NK Grafičar-Vodovod Osijek      | 29   | 15  | 6   | 8   | 68:43 | 51        |
| 6.  | NK Vihor Jelisavac              | 29   | 16  | 3   | 10  | 60:39 | 51        |
| 7.  | NK Nosteria Nuštar              | 29   | 12  | 6   | 11  | 45:57 | 42        |
| 8.  | NK Jadran Gunja                 | 29   | 12  | 5   | 12  | 55:53 | 41        |
| 9.  | NK Metalac Osijek               | 29   | 11  | 4   | 14  | 58:59 | 37        |
| 10. | NK Torpedo Kuševac              | 29   | 10  | 6   | 13  | 59:62 | 36        |
| 11. | NK Fruškogorac Ilok             | 29   | 10  | 5   | 14  | 62:63 | 35        |
| 12. | NK FEŠK Feričanci               | 29   | 9   | 6   | 14  | 49:60 | 33        |
| 13. | NK Valpovka Valpovo             | 29   | 8   | 4   | 17  | 29:80 | 28        |
| 14. | NK Vrbanja                      | 29   | 7   | 6   | 16  | 40:57 | 27        |
| 15. | NK Olimpija Osijek              | 29   | 7   | 3   | 19  | 44:87 | 24        |
| 16. | NK Zrinski Tordinci ↓1          | 15   | 1   | 1   | 13  | 17:90 | 3 (-1) ↓2 |

## Rezultati
| NK Metalac Osijek - NK Vrbanja 2:2 NK Torpedo Kuševac - NK Grafičar-Vodovod Osijek 3:1 NK Bobota Agrar - NK Valpovka Valpovo 5:0 NK FEŠK Feričanci - HNK Fruškogorac Ilok 3:0 NK Zrinski Tordinci - NK Vihor Jelisavac 1:8 NK Nosteria Nuštar - NK Vuteks-Sloga Vukovar 2:1 NK Olimpija Osijek - NK Zrinski Jurjevac Punitovački 1:5 NK Jadran Gunja - NK Čepin 2:2 | NK Vrbanja - NK Čepin 0:2 NK Zrinski Jurjevac Punitovački - NK Jadran Gunja 1:0 NK Vuteks-Sloga Vukovar - NK Olimpija Osijek 2:1 NK Vihor Jelisavac - NK Nosteria Nuštar 3:0 HNK Fruškogorac Ilok - NK Zrinski Tordinci 7:0 NK Valpovka Valpovo - NK FEŠK Feričanci 1:1 NK Grafičar-Vodovod Osijek - NK Bobota Agrar 0:0 NK Metalac Osijek - NK Torpedo Kuševac 4:1                           | NK Torpedo Kuševac - NK Vrbanja 1:3 NK Bobota Agrar - NK Metalac Osijek 2:0 NK FEŠK Feričanci - NK Grafičar-Vodovod Osijek 1:1 NK Zrinski Tordinci - NK Valpovka Valpovo 3:4 NK Nosteria Nuštar - HNK Fruškogorac Ilok 3:3 NK Olimpija Osijek - NK Vihor Jelisavac 3:2 NK Jadran Gunja - NK Vuteks-Sloga Vukovar 1:4 NK Čepin - NK Zrinski Jurjevac Punitovački 4:2  |
| NK Vrbanja - NK Zrinski Jurjevac Punitovački 1:1 NK Vuteks-Sloga Vukovar - NK Čepin 2:2 NK Vihor Jelisavac - NK Jadran Gunja 4:3 HNK Fruškogorac Ilok - NK Olimpija Osijek 7:1 NK Valpovka Valpovo - NK Nosteria Nuštar 1:3 NK Grafičar-Vodovod Osijek - NK Zrinski Tordinci 9:1 NK Metalac Osijek - NK FEŠK Feričanci 2:3 NK Torpedo Kuševac - NK Bobota Agrar 3:3 | NK Bobota Agrar - NK Vrbanja 4:1 NK FEŠK Feričanci - NK Torpedo Kuševac 2:1 NK Zrinski Tordinci - NK Metalac Osijek 3:2 NK Nosteria Nuštar - NK Grafičar-Vodovod Osijek 2:2 NK Olimpija Osijek - NK Valpovka Valpovo 1:1 NK Jadran Gunja - HNK Fruškogorac Ilok 3:1 NK Čepin - NK Vihor Jelisavac 1:0 NK Zrinski Jurjevac Punitovački - NK Vuteks-Sloga Vukovar 0:1                           | NK Vrbanja - NK Vuteks-Sloga Vukovar 1:2 NK Vihor Jelisavac - NK Zrinski Jurjevac Punitovački 1:0 HNK Fruškogorac Ilok - NK Čepin 3:1 NK Valpovka Valpovo - NK Jadran Gunja 2:1 NK Grafičar-Vodovod Osijek - NK Olimpija Osijek 4:0 NK Metalac Osijek - NK Nosteria Nuštar 2:0 NK Torpedo Kuševac - NK Zrinski Tordinci 5:1 NK Bobota Agrar - NK FEŠK Feričanci 2:0  |
| NK FEŠK Feričanci - NK Vrbanja 0:0 NK Zrinski Tordinci - NK Bobota Agrar 1:8 NK Nosteria Nuštar - NK Torpedo Kuševac 3:1 NK Olimpija Osijek - NK Metalac Osijek 2:7 NK Jadran Gunja - NK Grafičar-Vodovod Osijek 1:0 NK Čepin - NK Valpovka Valpovo 4:0 NK Zrinski Jurjevac Punitovački - HNK Fruškogorac Ilok 4:1 NK Vuteks-Sloga Vukovar - NK Vihor Jelisavac 1:0 | NK Vrbanja - NK Vihor Jelisavac 1:2 HNK Fruškogorac Ilok - NK Vuteks-Sloga Vukovar 1:0 NK Valpovka Valpovo - NK Zrinski Jurjevac Punitovački 0:3 NK Grafičar-Vodovod Osijek - NK Čepin 2:1 NK Metalac Osijek - NK Jadran Gunja 5:0 NK Torpedo Kuševac - NK Olimpija Osijek 5:0 NK Bobota Agrar - NK Nosteria Nuštar 4:0 NK FEŠK Feričanci - NK Zrinski Tordinci 5:2 nedjelja, 8. lipanj 2014. | NK Zrinski Tordinci - NK Vrbanja 1:5 NK Nosteria Nuštar - NK FEŠK Feričanci 3:0 NK Olimpija Osijek - NK Bobota Agrar 1:3 NK Jadran Gunja - NK Torpedo Kuševac 2:1 NK Čepin - NK Metalac Osijek 3:1 NK Zrinski Jurjevac Punitovački - NK Grafičar-Vodovod Osijek 2:2 NK Vuteks-Sloga Vukovar - NK Valpovka Valpovo 5:1 NK Vihor Jelisavac - HNK Fruškogorac Ilok 4:0  |
| NK Vrbanja - HNK Fruškogorac Ilok 2:2 NK Valpovka Valpovo - NK Vihor Jelisavac 1:1 NK Grafičar-Vodovod Osijek - NK Vuteks-Sloga Vukovar 1:0 NK Metalac Osijek - NK Zrinski Jurjevac Punitovački 2:1 NK Torpedo Kuševac - NK Čepin 3:3 NK Bobota Agrar - NK Jadran Gunja 1:1 NK FEŠK Feričanci - NK Olimpija Osijek 5:0 NK Zrinski Tordinci - NK Nosteria Nuštar 1:1 | NK Nosteria Nuštar - NK Vrbanja 1:0 NK Olimpija Osijek - NK Zrinski Tordinci 10:3 NK Jadran Gunja - NK FEŠK Feričanci 4:1 NK Čepin - NK Bobota Agrar 1:1 NK Zrinski Jurjevac Punitovački - NK Torpedo Kuševac 3:3 NK Vuteks-Sloga Vukovar - NK Metalac Osijek 3:0 NK Vihor Jelisavac - NK Grafičar-Vodovod Osijek 1:0 HNK Fruškogorac Ilok - NK Valpovka Valpovo 2:0                          | NK Vrbanja - NK Valpovka Valpovo 0:1 NK Grafičar-Vodovod Osijek - HNK Fruškogorac Ilok 4:3 NK Metalac Osijek - NK Vihor Jelisavac 1:0 NK Torpedo Kuševac - NK Vuteks-Sloga Vukovar 3:1 NK Bobota Agrar - NK Zrinski Jurjevac Punitovački 0:1 NK FEŠK Feričanci - NK Čepin 3:2 NK Zrinski Tordinci - NK Jadran Gunja 0:4 NK Nosteria Nuštar - NK Olimpija Osijek 3:1  |
| NK Olimpija Osijek - NK Vrbanja 3:1 NK Jadran Gunja - NK Nosteria Nuštar 2:0 NK Čepin - NK Zrinski Tordinci 5:0 NK Zrinski Jurjevac Punitovački - NK FEŠK Feričanci 3:1 NK Vuteks-Sloga Vukovar - NK Bobota Agrar 2:2 NK Vihor Jelisavac - NK Torpedo Kuševac 2:2 HNK Fruškogorac Ilok - NK Metalac Osijek 3:1 NK Valpovka Valpovo - NK Grafičar-Vodovod Osijek 4:1 | NK Vrbanja - NK Grafičar-Vodovod Osijek 3:0 NK Metalac Osijek - NK Valpovka Valpovo 3:0 NK Torpedo Kuševac - HNK Fruškogorac Ilok 1:1 NK Bobota Agrar - NK Vihor Jelisavac 5:0 NK FEŠK Feričanci - NK Vuteks-Sloga Vukovar 2:5 NK Zrinski Tordinci - NK Zrinski Jurjevac Punitovački 0:7 NK Nosteria Nuštar - NK Čepin 2:1 NK Olimpija Osijek - NK Jadran Gunja 2:1                           | NK Jadran Gunja - NK Vrbanja 2:1 NK Čepin - NK Olimpija Osijek 1:1 NK Zrinski Jurjevac Punitovački - NK Nosteria Nuštar 8:0 NK Vuteks-Sloga Vukovar - NK Zrinski Tordinci 10:0 NK Vihor Jelisavac - NK FEŠK Feričanci 2:1 HNK Fruškogorac Ilok - NK Bobota Agrar 0:2 NK Valpovka Valpovo - NK Torpedo Kuševac 1:0 NK Grafičar-Vodovod Osijek - NK Metalac Osijek 2:6 |
| NK Vrbanja - NK Metalac Osijek 1:0 NK Grafičar-Vodovod Osijek - NK Torpedo Kuševac 4:1 NK Valpovka Valpovo - NK Bobota Agrar 1:6 HNK Fruškogorac Ilok - NK FEŠK Feričanci 3:0 NK Vihor Jelisavac - NK Zrinski Tordinci : NK Vuteks-Sloga Vukovar - NK Nosteria Nuštar 3:0 NK Zrinski Jurjevac Punitovački - NK Olimpija Osijek 3:2 NK Čepin - NK Jadran Gunja 1:0   | NK Čepin - NK Vrbanja 3:0 NK Jadran Gunja - NK Zrinski Jurjevac Punitovački 2:2 NK Olimpija Osijek - NK Vuteks-Sloga Vukovar 0:1 NK Nosteria Nuštar - NK Vihor Jelisavac 1:2 NK Zrinski Tordinci - HNK Fruškogorac Ilok : NK FEŠK Feričanci - NK Valpovka Valpovo 1:3 NK Bobota Agrar - NK Grafičar-Vodovod Osijek 1:2 NK Torpedo Kuševac - NK Metalac Osijek 2:1                             | NK Vrbanja - NK Torpedo Kuševac 1:3 NK Metalac Osijek - NK Bobota Agrar 1:1 NK Grafičar-Vodovod Osijek - NK FEŠK Feričanci 1:0 NK Valpovka Valpovo - NK Zrinski Tordinci : HNK Fruškogorac Ilok - NK Nosteria Nuštar 3:1 NK Vihor Jelisavac - NK Olimpija Osijek 3:0 NK Vuteks-Sloga Vukovar - NK Jadran Gunja 2:4 NK Zrinski Jurjevac Punitovački - NK Čepin 2:1    |
| NK Zrinski Jurjevac Punitovački - NK Vrbanja 5:0 NK Čepin - NK Vuteks-Sloga Vukovar 3:0 NK Jadran Gunja - NK Vihor Jelisavac 3:2 NK Olimpija Osijek - HNK Fruškogorac Ilok 1:4 NK Nosteria Nuštar - NK Valpovka Valpovo 2:0 NK Zrinski Tordinci - NK Grafičar-Vodovod Osijek : NK FEŠK Feričanci - NK Metalac Osijek 1:1 NK Bobota Agrar - NK Torpedo Kuševac 3:0   | NK Vrbanja - NK Bobota Agrar 1:2 NK Torpedo Kuševac - NK FEŠK Feričanci 3:4 NK Metalac Osijek - NK Zrinski Tordinci : NK Grafičar-Vodovod Osijek - NK Nosteria Nuštar 3:0 NK Valpovka Valpovo - NK Olimpija Osijek 1:0 HNK Fruškogorac Ilok - NK Jadran Gunja 2:1 NK Vihor Jelisavac - NK Čepin 0:1 NK Vuteks-Sloga Vukovar - NK Zrinski Jurjevac Punitovački 1:1 nedjelja, 8. lipanj 2014.   | NK Vuteks-Sloga Vukovar - NK Vrbanja 4:1 NK Zrinski Jurjevac Punitovački - NK Vihor Jelisavac 1:0 NK Čepin - HNK Fruškogorac Ilok 3:0 NK Jadran Gunja - NK Valpovka Valpovo 4:0 NK Olimpija Osijek - NK Grafičar-Vodovod Osijek 1:0 NK Nosteria Nuštar - NK Metalac Osijek 2:0 NK Zrinski Tordinci - NK Torpedo Kuševac : NK FEŠK Feričanci - NK Bobota Agrar 2:2    |
| NK Vrbanja - NK FEŠK Feričanci 2:1 NK Bobota Agrar - NK Zrinski Tordinci : NK Torpedo Kuševac - NK Nosteria Nuštar 0:4 NK Metalac Osijek - NK Olimpija Osijek 3:1 NK Grafičar-Vodovod Osijek - NK Jadran Gunja 0:1 NK Valpovka Valpovo - NK Čepin 0:1 HNK Fruškogorac Ilok - NK Zrinski Jurjevac Punitovački 1:3 NK Vihor Jelisavac - NK Vuteks-Sloga Vukovar 2:1   | NK Vihor Jelisavac - NK Vrbanja 3:0 NK Vuteks-Sloga Vukovar - HNK Fruškogorac Ilok 4:0 NK Zrinski Jurjevac Punitovački - NK Valpovka Valpovo 4:0 NK Čepin - NK Grafičar-Vodovod Osijek 0:0 NK Jadran Gunja - NK Metalac Osijek 2:1 NK Olimpija Osijek - NK Torpedo Kuševac 1:1 NK Nosteria Nuštar - NK Bobota Agrar 0:0 NK Zrinski Tordinci - NK FEŠK Feričanci :                             | NK Vrbanja - NK Zrinski Tordinci : NK FEŠK Feričanci - NK Nosteria Nuštar 4:1 NK Bobota Agrar - NK Olimpija Osijek 4:1 NK Torpedo Kuševac - NK Jadran Gunja 3:0 NK Metalac Osijek - NK Čepin 1:0 NK Grafičar-Vodovod Osijek - NK Zrinski Jurjevac Punitovački 3:1 NK Valpovka Valpovo - NK Vuteks-Sloga Vukovar 0:5 HNK Fruškogorac Ilok - NK Vihor Jelisavac 2:3    |
| HNK Fruškogorac Ilok - NK Vrbanja 2:3 NK Vihor Jelisavac - NK Valpovka Valpovo 5:0 NK Vuteks-Sloga Vukovar - NK Grafičar-Vodovod Osijek 2:2 NK Zrinski Jurjevac Punitovački - NK Metalac Osijek 7:0 NK Čepin - NK Torpedo Kuševac 4:1 NK Jadran Gunja - NK Bobota Agrar 0:1 NK Olimpija Osijek - NK FEŠK Feričanci 3:0 NK Nosteria Nuštar - NK Zrinski Tordinci :   | NK Vrbanja - NK Nosteria Nuštar 1:1 NK Zrinski Tordinci - NK Olimpija Osijek : NK FEŠK Feričanci - NK Jadran Gunja 6:4 NK Bobota Agrar - NK Čepin 1:1 NK Torpedo Kuševac - NK Zrinski Jurjevac Punitovački 0:3 NK Metalac Osijek - NK Vuteks-Sloga Vukovar 0:3 NK Grafičar-Vodovod Osijek - NK Vihor Jelisavac 3:1 NK Valpovka Valpovo - HNK Fruškogorac Ilok 1:1                             | NK Valpovka Valpovo - NK Vrbanja 3:1 HNK Fruškogorac Ilok - NK Grafičar-Vodovod Osijek 3:4 NK Vihor Jelisavac - NK Metalac Osijek 4:2 NK Vuteks-Sloga Vukovar - NK Torpedo Kuševac 3:1 NK Zrinski Jurjevac Punitovački - NK Bobota Agrar 1:0 NK Čepin - NK FEŠK Feričanci 3:0 NK Jadran Gunja - NK Zrinski Tordinci : NK Olimpija Osijek - NK Nosteria Nuštar 2:4    |
| NK Vrbanja - NK Olimpija Osijek 5:0 NK Nosteria Nuštar - NK Jadran Gunja 3:3 NK Zrinski Tordinci - NK Čepin : NK FEŠK Feričanci - NK Zrinski Jurjevac Punitovački 0:2 NK Bobota Agrar - NK Vuteks-Sloga Vukovar 0:3 NK Torpedo Kuševac - NK Vihor Jelisavac 2:1 NK Metalac Osijek - HNK Fruškogorac Ilok 4:4 NK Grafičar-Vodovod Osijek - NK Valpovka Valpovo 7:1   | NK Grafičar-Vodovod Osijek - NK Vrbanja 5:2 NK Valpovka Valpovo - NK Metalac Osijek 1:5 HNK Fruškogorac Ilok - NK Torpedo Kuševac 2:4 NK Vihor Jelisavac - NK Bobota Agrar 3:2 NK Vuteks-Sloga Vukovar - NK FEŠK Feričanci 3:1 NK Zrinski Jurjevac Punitovački - NK Zrinski Tordinci : NK Čepin - NK Nosteria Nuštar 6:0 NK Jadran Gunja - NK Olimpija Osijek 3:4                             | NK Vrbanja - NK Jadran Gunja 1:1 NK Olimpija Osijek - NK Čepin 1:5 NK Nosteria Nuštar - NK Zrinski Jurjevac Punitovački 3:0 NK Zrinski Tordinci - NK Vuteks-Sloga Vukovar : NK FEŠK Feričanci - NK Vihor Jelisavac 1:1 NK Bobota Agrar - HNK Fruškogorac Ilok 2:1 NK Torpedo Kuševac - NK Valpovka Valpovo 5:1 NK Metalac Osijek - NK Grafičar-Vodovod Osijek 1:5    |